# Análise espacial
A análise espacial é qualquer uma das técnicas formais que estuda entidades usando suas propriedades topológicas, geométricas ou geográficas. A análise espacial inclui uma variedade de técnicas que utilizam diferentes abordagens analíticas, especialmente estatísticas espaciais. Pode ser aplicada recorrendo a sistemas de informação geográfica, normalmente no planeamento territorial, mas também em campos tão diversos como a astronomia, com os seus estudos da localização das galáxias no cosmos, ou na engenharia de fabricação de chips, com o uso de algoritmos de "localização e rota" para construir estruturas de fiação complexas. Num sentido mais restrito, a análise espacial é a análise geoespacial, a técnica aplicada a estruturas à escala humana, nomeadamente na análise de dados geográficos. Também pode ser aplicado à genômica, como em dados transcriptômicos. 
Surgem questões complexas na análise espacial, muitas das quais não estão claramente definidas nem completamente resolvidas, mas constituem a base da investigação actual. O mais fundamental deles é o problema de definir a localização espacial das entidades em estudo. A classificação das técnicas de análise espacial é difícil devido ao grande número de diferentes campos de pesquisa envolvidos, às diferentes abordagens fundamentais que podem ser escolhidas e às muitas formas que os dados podem assumir.